# Copa de Brasil 2015
La Copa de Brasil 2015 fue la 27ª edición de este torneo de fútbol de Brasil. En esta competición, participan 87 equipos, de ellos los 6 representantes brasileños en la Copa Libertadores, 71 clasificados por los campeonatos estaduales y 10 por la clasificación nacional de la Confederación Brasileña de Fútbol.
El campeón de la Copa de Brasil obtendrá un cupo para jugar la Copa Libertadores 2016. Los siete equipos mejor clasificados entre los eliminados antes de Octavos, disputarán la Copa Sudamericana 2015.

## Equipos participantes
| Estado              | Equipo                                                | Vía de clasificación |
| ------------------- | ----------------------------------------------------- | --- |
| Acre                | Rio Branco Atlético Acreano                           | Campeón Estatal 2014 Subcampeón Estatal 2014                                                                               |
| Alagoas             | Coruripe CRB Murici                                   | Campeón Estatal 2014 Subcampeón Estatal 2014 Campeón de la primera fase del Estatal 2014                                   |
| Amapá               | Santos (Macapá)                                       | Campeón Estatal 2014 |
| Amazonas            | Nacional (Amazonas) Princesa do Solimões              | Campeón Estatal 2014 Subcampeón Estatal 2014                                                                               |
| Bahía               | Bahia Jacuipense Vitória da Conquista                 | Campeón Estatal 2014 Campeón de la primera fase del Estatal 2014 Campeón Copa Gobernador del Estado de Bahia 2014          |
| Ceará               | Ceará Fortaleza Icasa                                 | Campeón Estatal 2014 Subcampeón Estatal 2014 Campeón Copa Fares Lopes 2014                                                 |
| Distrito Federal    | Luziânia Brasília                                     | Campeón Metropolitano 2014 Subcampeón Metropolitano 2014                                                                   |
| Espírito Santo      | Estrela do Norte Real Noroeste                        | Campeón Estatal 2014 Campeón Copa Espirito Santo 2014                                                                      |
| Goiás               | Atlético Goianiense Goiás Anapolina                   | Campeón Estatal 2014 Subcampeón Estatal 2014 Tercero Estatal 2014                                                          |
| Maranhão            | Sampaio Corrêa Moto Club                              | Campeón Estatal 2014 Subcampeón Estatal 2014                                                                               |
| Mato Grosso         | Cuiabá Luverdense Operário Várzea-Grandense           | Campeón Estatal 2014 Subcampeón Estatal 2014 Tercero Estatal 2014                                                          |
| Mato Grosso do Sul  | CENE Águia Negra                                      | Campeón Estatal 2014 Subcampeón Estatal 2014                                                                               |
| Minas Gerais        | América Mineiro Boa Esporte Tupi Villa Nova           | Tercero Estatal 2014 Cuarto Estatal 2014 Quinto Estatal 2014 Sexto Estatal 2014                                            |
| Pará                | Remo Paysandu Independente                            | Campeón Estatal 2014 Subcampeón Estatal 2014 Tercero Estatal 2014                                                          |
| Paraíba             | Botafogo (Paraíba) Campinense                         | Campeón Estatal 2014 Subcampeón Estatal 2014                                                                               |
| Paraná              | Londrina Maringá Coritiba Atlético Paranaense         | Campeón Estatal 2014 Subcampeón Estatal 2014 Tercero Estatal 2014 Cuarto Estatal 2014                                      |
| Pernambuco          | Sport Recife Náutico Salgueiro                        | Campeón Estatal 2014 Subcampeón Estatal 2014 Tercero Estatal 2014                                                          |
| Piauí               | Ríver Piauí                                           | Campeón Estatal 2014 Subcampeón Estatal 2014                                                                               |
| Río de Janeiro      | Flamengo Vasco da Gama Cabofriense Boavista Madureira | Campeón Estatal 2014 Subcampeón Estatal 2014 Cuarto Estatal 2014 Quinto Estatal 2014 Campeón Copa Rio 2014                 |
| Rio Grande do Norte | América de Natal Globo Alecrim                        | Campeón Estatal 2014 Subcampeón Estatal 2014 Tercero Estatal 2014                                                          |
| Rio Grande do Sul   | Grêmio Brasil de Pelotas Caxias Lajeadense            | Subcampeón Estatal 2014 Tercero Estatal 2014 Cuarto Estatal 2014 Subcampeón Copa FGF 2014                                  |
| Rondônia            | Vilhena                                               | Campeón Estatal 2014 |
| Roraima             | São Raimundo (Roraima)                                | Campeón Estatal 2014 |
| Santa Catarina      | Figueirense Joinville Chapecoense                     | Campeón Estatal 2014 Subcampeón Estatal 2014 Campeón Copa Santa Catarina 2014                                              |
| Sao Paulo           | Ituano Santos Palmeiras Capivariano Santo André       | Campeón Estatal 2014 Subcampeón Estatal 2014 Tercero Estatal 2014 Campeón Serie A2 Estatal 2014 Campeón Copa Paulista 2014 |
| Sergipe             | Confiança Amadense                                    | Campeón Estatal 2014 Campeón de la primera fase del Estatal 2014                                                           |
| Tocantins           | Interporto                                            | Campeón Estatal 2014 |

### Clasificación
Además de los 71 equipos clasificados representantes de cada Estado se suman los 10 mejores equipos clasificados en el ranking de la CBF.
| Pos. | Equipo      | Estado |
| ---- | ----------- | ------ |
| 11º  | Botafogo    | RJ     |
| 17º  | Vitória     | BA     |
| 18º  | Ponte Preta | SP     |
| 23º  | ABC         | RN     |
| 24º  | Portuguesa  | SP     |
| 25º  | Criciúma    | SC     |
| 27º  | Avaí        | SC     |
| 31.º | Paraná      | PA     |
| 32º  | Bragantino  | SP     |
| 35º  | ASA         | AL     |

### Clasificados directamente a octavos de final
| Estado | Equipo           | Forma de clasificación                             |
| ------ | ---------------- | -------------------------------------------------- |
| MG     | Cruzeiro         | Campeón del Campeonato Brasileño de Fútbol 2014    |
| MG     | Atlético Mineiro | Campeón de la Copa de Brasil 2014                  |
| SP     | São Paulo        | Subcampeón del Campeonato Brasileño de Fútbol 2014 |
| SP     | Corinthians      | Cuarto en el Campeonato Brasileño de Fútbol 2014   |
| RS     | Internacional    | Tercero en el Campeonato Brasileño de Fútbol 2014  |
| RJ     | Fluminense       | Sexto en el Campeonato Brasileño de Fútbol 2014    |

## Fase Preliminar
Esta fase fue jugada del 8 al 22 de febrero
| Local         | Visitante        | Ida | Vuelta |
| ------------- | ---------------- | --- | ------ |
| Real Noroeste | Atlético Acreano | 1-0 | 3-2    |

## Primera Fase
Del 25 de febrero al 30 de abril
| Local          | Visitante                 | Ida | Vuelta    |
| -------------- | ------------------------- | --- | --------- |
| Palmeiras      | Vitória da Conquista      | 4-1 | Susp.     |
| Sampaio Corrêa | Estrela do Norte          | 2-3 | 4-1       |
| Vitória        | Anapolina                 | 2-1 | 1-1       |
| ASA            | São Raimundo (Roraima)    | 3-1 | Susp.     |
| Botafogo       | Botafogo (Paraíba)        | 2-2 | 4-2       |
| Caxias         | Capivariano               | 0-3 | 0-0       |
| Figueirense    | Princesa do Solimões      | 2-2 | 2-1       |
| Avaí           | Operário Várzea-Grandense | 0-0 | 3-1       |
| Santos         | Londrina                  | 1-0 | 1-0       |
| Madureira      | Maringá (v)               | 0-2 | 3-1       |
| Sport Recife   | CENE                      | 2-1 | 4-1       |
| Chapecoense    | Interporto                | 5-2 | Susp.     |
| Flamengo       | Brasil de Pelotas         | 2-1 | 2-0       |
| Salgueiro      | Piauí                     | 5-1 | Susp.     |
| Náutico        | Brasília                  | 1-0 | 2-0       |
| Paraná         | Jacuipense                | 1-0 | 0-1 (4-5) |
| Goiás          | Santo André               | 1-0 | 1-0       |
| Icasa          | Independente              | 0-5 | 2-0       |
| Portuguesa     | Santos (Macapá)           | 3-1 | Susp.     |
| Joinville      | Ituano                    | 0-3 | 1-0       |

| Local               | Visitante           | Ida | Vuelta    |
| ------------------- | ------------------- | --- | --------- |
| Coritiba            | Villa Nova          | 3-0 | Susp.     |
| Fortaleza           | Ríver               | 1-0 | 2-1       |
| Ponte Preta         | Vilhena             | 1-1 | 3-0       |
| Boa Esporte         | Moto Club           | 1-1 | 1-1 (3-4) |
| Vasco da Gama       | Rio Branco          | 2-1 | 3-2       |
| Cuiabá              | Murici              | 2-3 | 2-0       |
| Atlético Goianiense | Coruripe            | 1-1 | 2-0       |
| América de Natal    | Globo               | 5-1 | Susp.     |
| Atlético Paranaense | Remo                | 1-1 | 1-1 (5-4) |
| Tupi                | Alecrim             | 2-0 | Susp.     |
| Ceará               | Confiança           | 0-0 | 1-0       |
| América Mineiro     | Luziânia            | 3-0 | Susp.     |
| Grêmio              | Campinense          | 2-1 | 2-0       |
| CRB                 | Amadense            | 2-1 | 1-0       |
| Criciúma            | Real Noroeste       | 4-1 | Susp.     |
| Bragantino (v)      | Lajeadense          | 1-2 | 1-0       |
| Bahia               | Nacional (Amazonas) | 0-0 | 3-2       |
| Luverdense          | Cabofriense         | 1-1 | 1-0       |
| ABC                 | Boavista            | 1-0 | 2-0       |
| Paysandu            | Águia Negra         | 2-2 | 2-0       |

## Segunda Fase
Del 22 de abril al 20 de mayo
| \| Local \| Visitante \| Ida \| Vuelta \| \| ------------------- \| ---------------- \| --- \| ----------- \| \| Palmeiras \| Sampaio Corrêa \| 1-1 \| 5-1 \| \| Vitória \| ASA (v) \| 1-1 \| 2-2 \| \| Botafogo \| Capivariano \| 2-1 \| 3-0 \| \| Figueirense \| Avaí \| 0-1 \| 2-0 \| \| Santos \| Maringá \| 2-2 \| 1-0 \| \| Sport Recife \| Chapecoense \| 0-2 \| 2-0 (4-2) \| \| Flamengo \| Salgueiro \| 2-0 \| Susp. \| \| Náutico \| Jacuipense \| 2-0 \| Susp. \| \| Goiás \| Independente \| 0-1 \| 3-0 \| \| Portuguesa \| Ituano \| 1-1 \| 1-2 \| \| Coritiba \| Fortaleza \| 1-2 \| 2-1 (11-10) \| \| Ponte Preta \| Moto Club \| 2-1 \| 4-1 \| \| Vasco da Gama (v) \| Cuiabá \| 1-1 \| 0-0 \| \| Atlético Goianiense \| América de Natal \| 2-4 \| 1-0 \| \| Atlético Paranaense \| Tupi (v) \| 0-1 \| 2-1 \| \| Ceará \| América Mineiro \| 1-1 \| 3-0 \| \| Grêmio \| CRB \| 3-1 \| Susp. \| \| Criciúma \| Bragantino \| 3-0 \| Susp. \| \| Bahia \| Luverdense \| 0-0 \| 3-1 \| \| ABC \| Paysandu \| 0-1 \| 1-2 \| |                  |     |             |
| Local | Visitante        | Ida | Vuelta      |
| Palmeiras | Sampaio Corrêa   | 1-1 | 5-1         |
| Vitória | ASA (v)          | 1-1 | 2-2         |
| Botafogo | Capivariano      | 2-1 | 3-0         |
| Figueirense | Avaí             | 0-1 | 2-0         |
| Santos | Maringá          | 2-2 | 1-0         |
| Sport Recife | Chapecoense      | 0-2 | 2-0 (4-2)   |
| Flamengo | Salgueiro        | 2-0 | Susp.       |
| Náutico | Jacuipense       | 2-0 | Susp.       |
| Goiás | Independente     | 0-1 | 3-0         |
| Portuguesa | Ituano           | 1-1 | 1-2         |
| Coritiba | Fortaleza        | 1-2 | 2-1 (11-10) |
| Ponte Preta | Moto Club        | 2-1 | 4-1         |
| Vasco da Gama (v) | Cuiabá           | 1-1 | 0-0         |
| Atlético Goianiense | América de Natal | 2-4 | 1-0         |
| Atlético Paranaense | Tupi (v)         | 0-1 | 2-1         |
| Ceará | América Mineiro  | 1-1 | 3-0         |
| Grêmio | CRB              | 3-1 | Susp.       |
| Criciúma | Bragantino       | 3-0 | Susp.       |
| Bahia | Luverdense       | 0-0 | 3-1         |
| ABC | Paysandu         | 0-1 | 1-2         |

## Tercera Fase
| \| Local \| Visitante \| Ida \| Vuelta \| \| ---------------- \| ------------- \| --- \| --------- \| \| ASA \| Palmeiras \| 0-0 \| 0-1 \| \| Botafogo \| Figueirense \| 2-2 \| 0-1 \| \| Santos \| Sport Recife \| 1-2 \| 3-1 \| \| Náutico \| Flamengo \| 1-1 \| 0-2 \| \| Goiás \| Ituano (v) \| 0-2 \| 3-1 \| \| Ponte Preta \| Coritiba \| 1-2 \| 2-1 (1-3) \| \| América de Natal \| Vasco da Gama \| 1-3 \| 2-3 \| \| Tupi \| Ceará \| 0-0 \| 1-2 \| \| Criciúma \| Grêmio \| 1-0 \| 0-1 (3-4) \| \| Bahia \| Paysandu \| 0-3 \| 2-0 \| |               |     |           |
| Local | Visitante     | Ida | Vuelta    |
| ASA | Palmeiras     | 0-0 | 0-1       |
| Botafogo | Figueirense   | 2-2 | 0-1       |
| Santos | Sport Recife  | 1-2 | 3-1       |
| Náutico | Flamengo      | 1-1 | 0-2       |
| Goiás | Ituano (v)    | 0-2 | 3-1       |
| Ponte Preta | Coritiba      | 1-2 | 2-1 (1-3) |
| América de Natal | Vasco da Gama | 1-3 | 2-3       |
| Tupi | Ceará         | 0-0 | 1-2       |
| Criciúma | Grêmio        | 1-0 | 0-1 (3-4) |
| Bahia | Paysandu      | 0-3 | 2-0       |

### Clasificación para la Copa Sudamericana
Los seis equipos mejor clasificados entre los eliminados antes de Octavos, más los campeones de la Copa do Nordeste 2015 y de la Copa Verde 2014, disputarán la Copa Sudamericana 2015.
| Posición | Equipo              | Campaña                  |
| -------- | ------------------- | ------------------------ |
| 1        | Grêmio              | Octavos de final         |
| 2        | Atlético Paranaense | Eliminado (Segunda fase) |
| 3        | Santos              | Octavos de final         |
| 4        | Flamengo            | Octavos de final         |
| 5        | Sport Recife        | Eliminado (Tercera fase) |
| 6        | Goiás               | Eliminado (Tercera fase) |
| 7        | Figueirense         | Octavos de final         |
| 8        | Coritiba            | Octavos de final         |
| 9        | Chapecoense         | Eliminado (Segunda fase) |
| 10       | Palmeiras           | Octavos de final         |
| 11       | Joinville           | Eliminado (Primera fase) |
| 12       | Ponte Preta         | Eliminado (Tercera fase) |
| 13       | Vasco da Gama       | Octavos de final         |
| 14       | Avaí                | Eliminado (Segunda fase) |
| 15       | Vitória             | Eliminado (Segunda fase) |
| 16       | Bahia               | Eliminado (Segunda fase) |
| 17       | Botafogo            | Eliminado (Tercera fase) |
| 18       | Criciúma            | Eliminado (Tercera fase) |

| Leyenda | Leyenda        |
| ------- | -------------- |
|         | Clasificado    |
|         | No clasificado |

## Fase Final
|  | Octavos de final       | Octavos de final       | Octavos de final       |                  |   | Cuartos de final                     | Cuartos de final                     | Cuartos de final                     |  |  | Semifinales             | Semifinales             | Semifinales             |  |  | Final                            | Final                            | Final                            |
|  | del 19 al 27 de agosto | del 19 al 27 de agosto | del 19 al 27 de agosto |                  |   | del 23 de septiembre al 1 de octubre | del 23 de septiembre al 1 de octubre | del 23 de septiembre al 1 de octubre |  |  | del 21 al 28 de octubre | del 21 al 28 de octubre | del 21 al 28 de octubre |  |  | 25 de noviembre y 2 de diciembre | 25 de noviembre y 2 de diciembre | 25 de noviembre y 2 de diciembre |
|  |                        |                        |                        |                  |   |                                      |                                      |                                      |  |  |                         |                         |                         |  |  |                                  |                                  |                                  |
|  |                        |                        |                        |                  |   |                                      |                                      |                                      |  |  |                         |                         |                         |  |  |                                  |                                  |                                  |
|  |                        |                        |                        |                  |   |                                      |                                      |                                      |  |  |                         |                         |                         |  |  |                                  |                                  |                                  |
|  | Cruzeiro               | 1                      | 2                      |                  |   |                                      |                                      |                                      |  |  |                         |                         |                         |  |  |                                  |                                  |                                  |
|  | Cruzeiro               | 1                      | 2                      |                  |   |                                      |                                      |                                      |  |  |                         |                         |                         |  |  |                                  |                                  |                                  |
|  | Palmeiras              | 2                      | 3                      |                  |   |                                      |                                      |                                      |  |  |                         |                         |                         |  |  |                                  |                                  |                                  |
|  | Palmeiras              | 2                      | 3                      | Palmeiras        | 1 | 3                                    |                                      |                                      |  |  |                         |                         |                         |  |  |                                  |                                  |                                  |
|  |                        |                        |                        |                  | 1 | 3                                    |                                      |                                      |  |  |                         |                         |                         |  |  |                                  |                                  |                                  |
|  |                        | Internacional          | 1                      | 2                |   |                                      |                                      |                                      |  |  |                         |                         |                         |  |  |                                  |                                  |                                  |
|  | Ituano                 | Internacional          | 1                      | 2                | 0 | 1                                    |                                      |                                      |  |  |                         |                         |                         |  |  |                                  |                                  |                                  |
|  | Ituano                 |                        |                        |                  | 0 | 1                                    |                                      |                                      |  |  |                         |                         |                         |  |  |                                  |                                  |                                  |
|  | Internacional          | 2                      | 2                      |                  |   |                                      |                                      |                                      |  |  |                         |                         |                         |  |  |                                  |                                  |                                  |
|  | Internacional          | 2                      | 2                      | Palmeiras        | 1 | 2 (4)                                |                                      |                                      |  |  |                         |                         |                         |  |  |                                  |                                  |                                  |
|  |                        |                        |                        |                  | 1 | 2 (4)                                |                                      |                                      |  |  |                         |                         |                         |  |  |                                  |                                  |                                  |
|  |                        | Fluminense             | 2                      | 1 (1)            |   |                                      |                                      |                                      |  |  |                         |                         |                         |  |  |                                  |                                  |                                  |
|  | Grêmio                 | Fluminense             | 2                      | 1 (1)            | 1 | 3                                    |                                      |                                      |  |  |                         |                         |                         |  |  |                                  |                                  |                                  |
|  | Grêmio                 |                        |                        |                  | 1 | 3                                    |                                      |                                      |  |  |                         |                         |                         |  |  |                                  |                                  |                                  |
|  | Coritiba               | 0                      | 1                      |                  |   |                                      |                                      |                                      |  |  |                         |                         |                         |  |  |                                  |                                  |                                  |
|  | Coritiba               | 0                      | 1                      | Grêmio           | 0 | 1                                    |                                      |                                      |  |  |                         |                         |                         |  |  |                                  |                                  |                                  |
|  |                        |                        |                        |                  | 0 | 1                                    |                                      |                                      |  |  |                         |                         |                         |  |  |                                  |                                  |                                  |
|  |                        | Fluminense (v.)        | 0                      | 1                |   |                                      |                                      |                                      |  |  |                         |                         |                         |  |  |                                  |                                  |                                  |
|  | Paysandu               | Fluminense (v.)        | 0                      | 1                | 1 | 1                                    |                                      |                                      |  |  |                         |                         |                         |  |  |                                  |                                  |                                  |
|  | Paysandu               |                        |                        |                  | 1 | 1                                    |                                      |                                      |  |  |                         |                         |                         |  |  |                                  |                                  |                                  |
|  | Fluminense             | 2                      | 2                      |                  |   |                                      |                                      |                                      |  |  |                         |                         |                         |  |  |                                  |                                  |                                  |
|  | Fluminense             | 2                      | 2                      | Palmeiras (pen.) | 0 | 2 (4)                                |                                      |                                      |  |  |                         |                         |                         |  |  |                                  |                                  |                                  |
|  |                        |                        |                        |                  | 0 | 2 (4)                                |                                      |                                      |  |  |                         |                         |                         |  |  |                                  |                                  |                                  |
|  |                        | Santos                 | 1                      | 1 (3)            |   |                                      |                                      |                                      |  |  |                         |                         |                         |  |  |                                  |                                  |                                  |
|  | Corinthians            | Santos                 | 1                      | 1 (3)            | 0 | 1                                    |                                      |                                      |  |  |                         |                         |                         |  |  |                                  |                                  |                                  |
|  | Corinthians            |                        |                        |                  | 0 | 1                                    |                                      |                                      |  |  |                         |                         |                         |  |  |                                  |                                  |                                  |
|  | Santos                 | 2                      | 2                      |                  |   |                                      |                                      |                                      |  |  |                         |                         |                         |  |  |                                  |                                  |                                  |
|  | Santos                 | 2                      | 2                      | Santos           | 1 | 3                                    |                                      |                                      |  |  |                         |                         |                         |  |  |                                  |                                  |                                  |
|  |                        |                        |                        |                  | 1 | 3                                    |                                      |                                      |  |  |                         |                         |                         |  |  |                                  |                                  |                                  |
|  |                        | Figueirense            | 0                      | 2                |   |                                      |                                      |                                      |  |  |                         |                         |                         |  |  |                                  |                                  |                                  |
|  | Figueirense            | Figueirense            | 0                      | 2                | 1 | 2                                    |                                      |                                      |  |  |                         |                         |                         |  |  |                                  |                                  |                                  |
|  | Figueirense            |                        |                        |                  | 1 | 2                                    |                                      |                                      |  |  |                         |                         |                         |  |  |                                  |                                  |                                  |
|  | Atlético Mineiro       | 1                      | 1                      |                  |   |                                      |                                      |                                      |  |  |                         |                         |                         |  |  |                                  |                                  |                                  |
|  | Atlético Mineiro       | 1                      | 1                      | Santos           | 3 | 3                                    |                                      |                                      |  |  |                         |                         |                         |  |  |                                  |                                  |                                  |
|  |                        |                        |                        |                  | 3 | 3                                    |                                      |                                      |  |  |                         |                         |                         |  |  |                                  |                                  |                                  |
|  |                        | São Paulo              | 1                      | 1                |   |                                      |                                      |                                      |  |  |                         |                         |                         |  |  |                                  |                                  |                                  |
|  | Vasco da Gama          | São Paulo              | 1                      | 1                | 1 | 1                                    |                                      |                                      |  |  |                         |                         |                         |  |  |                                  |                                  |                                  |
|  | Vasco da Gama          |                        |                        |                  | 1 | 1                                    |                                      |                                      |  |  |                         |                         |                         |  |  |                                  |                                  |                                  |
|  | Flamengo               | 0                      | 1                      |                  |   |                                      |                                      |                                      |  |  |                         |                         |                         |  |  |                                  |                                  |                                  |
|  | Flamengo               | 0                      | 1                      | Vasco da Gama    | 0 | 1                                    |                                      |                                      |  |  |                         |                         |                         |  |  |                                  |                                  |                                  |
|  |                        |                        |                        |                  | 0 | 1                                    |                                      |                                      |  |  |                         |                         |                         |  |  |                                  |                                  |                                  |
|  |                        | São Paulo              | 3                      | 1                |   |                                      |                                      |                                      |  |  |                         |                         |                         |  |  |                                  |                                  |                                  |
|  | Ceará                  | São Paulo              | 3                      | 1                | 2 | 0                                    |                                      |                                      |  |  |                         |                         |                         |  |  |                                  |                                  |                                  |
|  | Ceará                  |                        |                        |                  | 2 | 0                                    |                                      |                                      |  |  |                         |                         |                         |  |  |                                  |                                  |                                  |
|  | São Paulo              | 1                      | 3                      |                  |   |                                      |                                      |                                      |  |  |                         |                         |                         |  |  |                                  |                                  |                                  |

- Nota: En cada llave, el equipo ubicado en la primera línea es el que ejerce la localía en el partido de vuelta.

### Octavos de final
| 19 de agosto de 2015 | Palmeiras                              | 2:1 (1:0) | Cruzeiro           | Allianz Parque, São Paulo |  |
|                      | Cleiton Xavier 8' · Rafael Marques 63' | Reporte   | 50' Leandro Damião |                           |  |

| 26 de agosto de 2015 | Cruzeiro                          | 2:3 (1:3) | Palmeiras                                | Mineirão, Belo Horizonte |  |
|                      | Vinícius Araújo 39' · Alisson 76' | Reporte   | 9' Lucas Barrios · 28' 33' Gabriel Jesus |                          |  |

| 20 de agosto de 2015 | Internacional              | 2:0 (2:0) | Ituano | Beira-Rio, Porto Alegre |  |
|                      | Vitinho 14' · Valdívia 17' | Reporte   |        |                         |  |

| 27 de agosto de 2015 | Ituano               | 1:2 (0:1) | Internacional                   | Novelli Júnior, Itu |  |
|                      | Ronaldo Henrique 67' | Reporte   | 6' Valdívia · 74' Eduardo Sasha |                     |  |

| 19 de agosto de 2015 | Coritiba | 0:1 (0:0) | Grêmio               | Couto Pereira, Curitiba |  |
|                      |          | Reporte   | 72' Marcelo Oliveira |                         |  |

| 27 de agosto de 2015 | Grêmio                                       | 3:1 (1:1) | Coritiba          | Arena do Grêmio, Porto Alegre |  |
|                      | Pedro Geromel 38' · Douglas 56' · Luan 90+5' | Reporte   | 40' Raphael Lucas |                               |  |

| 20 de agosto de 2015 | Fluminense                     | 2:1 (0:0) | Paysandu         | Maracaná, Río de Janeiro |  |
|                      | Magno Alves 55' · Renato 90+2' | Reporte   | 72' Yago Pikachu |                          |  |

| 26 de agosto de 2015 | Paysandu         | 1:2 (1:1) | Fluminense                     | Mangueirão, Belém |  |
|                      | Yago Pikachu 41' | Reporte   | 16' Cícero · 54' Marcos Júnior |                   |  |

| 19 de agosto de 2015 | Santos                               | 2:0 (1:0) | Corinthians | Vila Belmiro, Santos |  |
|                      | Gabriel 32' · Marquinhos Gabriel 78' | Reporte   |             |                      |  |

| 26 de agosto de 2015 | Corinthians | 1:2 (0:1) | Santos                             | Arena Corinthians, São Paulo |  |
|                      | Romero 73'  | Reporte   | 15' Gabriel · 65' Ricardo Oliveira |                              |  |

| 19 de agosto de 2015 | Atlético Mineiro     | 1:1 (0:1) | Figueirense   | Independência, Belo Horizonte |  |
|                      | Leonardo Silva 90+3' | Reporte   | 45+4' Clayton |                               |  |

| 26 de agosto de 2015 | Figueirense                    | 2:1 (0:1) | Atlético Mineiro | Orlando Scarpelli, Florianópolis |  |
|                      | Leandro Silva 72' · Marcão 90' | Reporte   | 44' Edcarlos     |                                  |  |

| 19 de agosto de 2015 | Flamengo | 0:1 (0:0) | Vasco da Gama      | Maracaná, Río de Janeiro |  |
|                      |          | Reporte   | 58' Jorge Henrique |                          |  |

| 26 de agosto de 2015 | Vasco da Gama    | 1:1 (0:1) | Flamengo         | Maracaná, Río de Janeiro |  |
|                      | Rafael Silva 82' | Reporte   | 5' (a.g.) Mádson |                          |  |

| 20 de agosto de 2015 | São Paulo          | 1:2 (0:1) | Ceará                | Morumbi, São Paulo |  |
|                      | Alexandre Pato 68' | Reporte   | 17' 66' Rafael Costa |                    |  |

| 26 de agosto de 2015 | Ceará | 0:3 (0:1) | São Paulo                                                   | Arena Castelão, Fortaleza |  |
|                      |       | Reporte   | 45+1' Rogério Ceni · 56' Thiago Mendes · 76' Alexandre Pato |                           |  |

### Cuartos de final
| 23 de septiembre de 2015 | Internacional | 1:1 (0:0) | Palmeiras          | Beira-Rio, Porto Alegre |  |
|                          | Alex 54'      | Reporte   | 73' Rafael Marques |                         |  |

| 30 de septiembre de 2015 | Palmeiras                                           | 3:2 (2:0) | Internacional                     | Allianz Parque, São Paulo |  |
|                          | Vítor Hugo 8' · Zé Roberto 39' · Andrei Girotto 75' | Reporte   | 57' Anderson · 73' Lisandro López |                           |  |

| 23 de septiembre de 2015 | Fluminense | 0:0     | Grêmio | Maracaná, Río de Janeiro |  |
|                          |            | Reporte |        |                          |  |

| 30 de septiembre de 2015 | Grêmio   | 1:1 (0:1) | Fluminense | Arena do Grêmio, Porto Alegre |  |
|                          | Bobô 75' | Reporte   | 40' Fred   |                               |  |

| 23 de septiembre de 2015 | Figueirense | 0:1 (0:0) | Santos      | Orlando Scarpelli, Florianópolis |  |
|                          |             | Reporte   | 79' Gabriel |                                  |  |

| 1 de octubre de 2015 | Santos                                                 | 3:2 (2:1) | Figueirense                          | Pacaembú, São Paulo |  |
|                      | Gabriel 21' · Marquinhos Gabriel 28' · Neto Berola 48' | Reporte   | 38' Bruno Alves · 87' Carlos Alberto |                     |  |

| 23 de septiembre de 2015 | São Paulo                                 | 3:0 (2:0) | Vasco da Gama | Morumbi, São Paulo |  |
|                          | Alexandre Pato 26' 37' · Luís Fabiano 76' | Reporte   |               |                    |  |

| 30 de septiembre de 2015 | Vasco da Gama | 1:1 (1:0) | São Paulo     | São Januário, Río de Janeiro |  |
|                          | Riascos 17'   | Reporte   | 59' Centurión |                              |  |

### Semifinales
| 21 de octubre de 2015 | Fluminense                  | 2:1 (2:0) | Palmeiras      | Maracaná, Río de Janeiro |  |
|                       | Marcos Júnior 29' · Gum 42' | Reporte   | 61' Zé Roberto |                          |  |

| 28 de octubre de 2015 | Palmeiras                                      | 2:1 (2:0) (4:1 p.)         | Fluminense                  | Allianz Parque, São Paulo |  |
|                       | Barrios 14' 18'                                | Reporte                    | 70' Fred                    |                           |  |
|                       |                                                | Tiros desde el punto penal |                             |                           |  |
|                       | Rafael Marques · Jackson · Cristaldo · Allione |                            | Jean · Gustavo Scarpa · Gum |                           |  |

| 21 de octubre de 2015 | São Paulo          | 1:3 (1:1) | Santos                                                      | Morumbi, São Paulo |  |
|                       | Alexandre Pato 26' | Reporte   | 15' Gabriel · 46' Ricardo Oliveira · 50' Marquinhos Gabriel |                    |  |

| 28 de octubre de 2015 | Santos                                            | 3:1 (3:0) | São Paulo         | Vila Belmiro, Santos |  |
|                       | Ricardo Oliveira 12' 24' · Marquinhos Gabriel 21' | Reporte   | 72' Michel Bastos |                      |  |

### Final
| 25 de noviembre de 2015, 22:10 (UTC-2) | Santos              | 1:0 (0:0) | Palmeiras | Vila Belmiro, Santos                                                |                                                                     |
|                                        | Gabriel Barbosa 79' | Reporte   |           | Asistencia: 14,116 espectadores Árbitro(s): Luiz Flávio de Oliveira | Asistencia: 14,116 espectadores Árbitro(s): Luiz Flávio de Oliveira |

| 2 de diciembre de 2015, 22:00 (UTC-2) | Palmeiras                                                          | 2:1 (0:0) (t. s.)(4:3 p.)  | Santos                                                                           | Allianz Parque, São Paulo                                       |                                                                 |
|                                       | Dudu 56', 84'                                                      | Reporte                    | 86' Ricardo Oliveira                                                             | Asistencia: 39,660 espectadores Árbitro(s): Héber Roberto Lopes | Asistencia: 39,660 espectadores Árbitro(s): Héber Roberto Lopes |
|                                       |                                                                    | Tiros desde el punto penal |                                                                                  |                                                                 |                                                                 |
|                                       | Zé Roberto · Rafael Marques · Jackson · Cristaldo · Fernando Prass |                            | Marquinhos Gabriel · Gustavo Henrique · Geuvânio · Lucas Lima · Ricardo Oliveira |                                                                 |                                                                 |

|                   |
| Campeón Palmeiras |
| 3.º título        |

## Goleadores
Actualizado el 2 de diciembre de 2015.
| Jugador                | Club      |   |
| ---------------------- | --------- | - |
| Gabriel Barbosa        | Santos    | 8 |
| Ricardo Oliveira       | Santos    | 6 |
| Ronaldo Henrique Silva | Ituano    | 6 |
| Alexandre Pato         | São Paulo | 5 |
| Marquinhos Gabriel     | Santos    | 5 |